# Lotte Lesehr-Schneider
Lotte Lesehr-Schneider (* 20. Mai 1908 in Oberlenningen; † 4. Februar 2003 in Stuttgart) war eine deutsche Malerin, Grafikerin und Bildhauerin des Expressionismus.

## Leben und Werk
Lotte Lesehr-Schneider wurde 1908 in Oberlenningen als Tochter des Maschinenfabrikanten Otto Schneider und seiner Frau Else geboren. Sie wuchs in Stuttgart auf und ging dort am Katharinenstift zur Schule. Nach dem Schulabschluss besuchte sie Mädchenpensionate in Bad Godesberg und in Kassel. Gegen den Willen ihres Vaters begann sie 1925 bei Arnold Waldschmidt und Anton Kolig ein Kunststudium an der Kunstakademie Stuttgart. Nach weiteren Semestern an den Vereinigten Staatsschulen in Berlin bei Ferdinand Spiegel, Maximilian Klewer, Wilhelm Tank (anatomisches Zeichnen) und Emil Orlik kehrte Lotte Lesehr zu Beginn der 1930er Jahre nach Stuttgart zurück und wurde Meisterschülerin bei Anton Kolig.
1938 heiratete sie den Bildhauer Georg Lesehr (1906–1995). Diese Heirat war mit dem Umzug nach Biberach verbunden, wo 1941 ihr Sohn Michael zu Welt kam, der ebenfalls Maler wurde. Sie wirkte dort als Malerin und Bildhauerin. Zudem gab sie Kurse in Aktzeichnen. Ein Großteil ihres Frühwerkes wurde im Zweiten Weltkrieg durch Bombeneinwirkung und Plünderungen in Biberach zerstört.
In den 1960er Jahren nahm sie die durch Familienarbeit fast vollkommen eingestellte künstlerische Tätigkeit wieder auf. Aus der Vorkriegszeit sind neben wenigen gemalten Bildern vor allem Porträtzeichnungen überkommen. Im Gefolge der Kunsthistorikerin Ulrike Gauss, die ihren Porträts „realistische Stilsicherheit“ attestierte, charakterisierte man Lotte Lesehr als „Realistin des psychologischen Porträts“. „Zu ihren Modellen gehörten die Menschen des Alltags und aber auch psychisch kranke Menschen, die sie im Stuttgarter Bürgerspital antraf und unter denen sich, entsprechend dem NS-Gesetz von 1934 zur ‚Verhütung erbkranken Nachwuchses‘ mit dem Ziel der Ausmerzung von lebensunwertem Leben, spätere Euthanasieopfer befanden.“ 1995, nach dem Tode ihres Mannes, kehrte Lotte Lesehr-Schneider nach Stuttgart zurück. Sie starb dort am 4. Februar 2003.
Lotte Lesehr stand wie ihr Lehrer Anton Kolig für einen stark durch Farbgebung bestimmten Expressionismus. Die Wirkmacht der Farben führt ihr Werk aus der traditionellen Dunkeltonigkeit des Expressionismus heraus. Zudem wird in ihrem Werk die Pinselführung zunehmend freier. Mittels dieser Techniken werden Farbflächen offen aneinandergekettet.